# Nicolas Barthélemy de Loches
Pour les articles homonymes, voir Nicolas Barthélemy (homonymie), Barthélemy et Loches (homonymie).
Nicolas Barthélemy de Loches (1478 - après 1537) est un moine bénédictin né à Loches, en Indre-et-Loire, en 1478. Il a été professeur de droit à l'université d'Orléans, puis à Paris, et prieur à Notre-Dame de Bonne-Nouvelle jusqu'en 1537, date à laquelle on perd sa trace.

## Biographie
En 1512, il publie chez Josse Bade une édition de Columelle et Paladius. Sa première œuvre littéraire a sans doute été composée entre 1512 et 1515, il s'agit d'une pièce comique et satirique intitulée Momiae. Il a aussi écrit une tragédie religieuse latine en 2000 vers, Christus xylonicus ("Le Christ vainqueur de la Croix"), qui paraît pour la première fois en 1529. Il est également l'auteur de nombreux poèmes religieux, mais aussi d'épigrammes satiriques, et connaît une certaine notoriété en son temps : son poème Ennoea ad sospitalem Christum a été imité par Clément Marot dans L'Adolescence clémentine et Rabelais s'est probablement inspiré d'une de ses épigrammes dans son Pantagruel.
Il est l'un des tout premiers auteurs français de tragédie religieuse, bien que le Christus xylonicus porte encore la marque des mystères médiévaux ; on y décèle aussi l'influence de Plaute et de Térence.